# برنارد هرسون
برنارد هرسون (انگلیسی: Bernard Héréson؛ زادهٔ ۸ ژانویهٔ ۱۹۶۹) بازیکن فوتبال اهل فرانسه است.
از باشگاه‌هایی که در آن بازی کرده‌است می‌توان به باشگاه فوتبال لانس، باشگاه فوتبال پاری سن ژرمن، و باشگاه فوتبال کان اشاره کرد.